# 172315 Changqiaoxiaoxue
172315 Changqiaoxiaoxue è un asteroide della fascia principale. Scoperto nel 2002, presenta un'orbita caratterizzata da un semiasse maggiore pari a 2,7268511 UA e da un'eccentricità di 0,0671390, inclinata di 15,27600° rispetto all'eclittica.